# Médaille de déploiement des forces armées allemandes

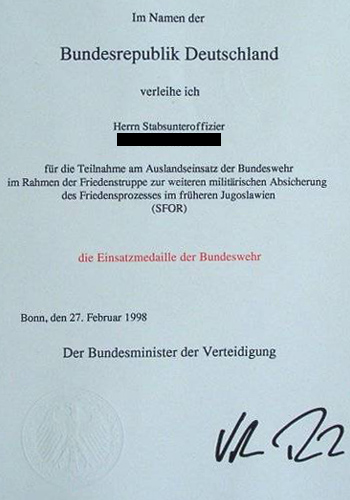
Certificat accompagnant la Médaille de déploiement des forces armées allemandes, dans ce cas, pour la mission SFOR en ex Yougoslavie

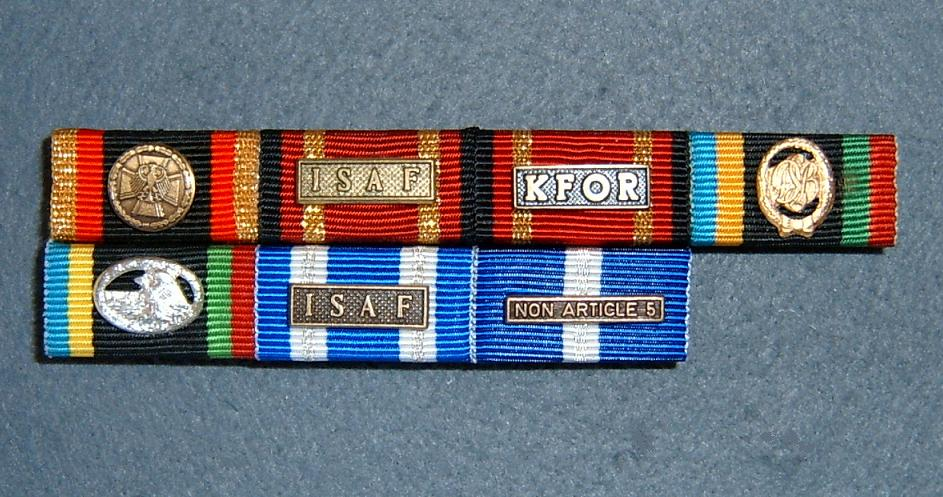
Deux rubans de médailles de déploiement pour les missions ISAF (Afghanistan) et KFOR (Kosovo) sur le placard d’un militaire allemand

La Médaille de déploiement des forces armées allemandes (allemand : Einsatzmedaille der Bundeswehr) est une décoration militaire destinée à reconnaitre le service à l’étranger des membres de la Bundeswehr, les forces armées de la République fédérale d’Allemagne, lors de campagnes militaires désignées. Elle est divisée en trois niveaux, soit or, argent et bronze basé sur la longueur du déploiement et est attribuée aux militaires tous rangs confondus.
La médaille fut créée le 25 avril 1996 et décernée pour la première et fois le 26 juin 1996 dans le cadre du retour du contingent allemand de la Force de protection de l'ONU en Croatie (FNUAP). Vu l’importance de cette présentation initiale de la nouvelle décoration, elle fut pour cette fois seulement, personnellement décernée par le ministre fédéral de la défense Volker Rühe.

## Statut de la médaille
La Médaille de déploiement des forces armées allemandes est décernée pour une période de temps déterminée hors du territoire fédéral allemand, le niveau de la décoration étant basé sur le nombre de jours en service commandé dans une opération militaire désignée. Le temps passé au sein d’une même opération militaire lors de multiples déploiements successifs est cumulatif envers l’obtention d’un niveau plus élevé de la médaille ornée de la même agrafe de mission sur le ruban.
Les périodes de temps minimales requises envers l’obtention de la Médaille de déploiement des forces armées allemandes sont :
- Niveau bronze - 30 jours en théâtre;
- Niveau argent - 360 jours en théâtre;
- Niveau or - 690 jours en théâtre.

La médaille peut toutefois être décernée sans tenir compte de l'exigence minimum de temps dans les cas d’évacuation à la suite d'une blessure reliée au service en théâtre ou à titre posthume.
La Médaille de déploiement des forces armées allemandes est la seule médaille de campagne de la Bundeswehr, chaque opération y donnant droit se verra attribué une agrafe particulière, une seule agrafe est portée par médaille. Il est donc commun de voir des militaires allemands avec plusieurs médailles de déploiement portées simultanément mais toutes avec des agrafes différentes. Il est cependant défendu de porter deux médailles de niveaux différents pour la même opération; une fois un niveau supérieur (argent ou or) décerné pour une opération, le niveau inférieur précédent n’est plus porté.
La médaille est normalement décernée lors d’une prestigieuse cérémonie. Les récipiendaires reçoivent aussi un certificat à cet effet signé par le ministre fédéral de la défense et qui affiche également le petit sceau fédéral.
La Médaille de déploiement des forces armées allemandes peut être décernée à titre exceptionnel au personnel militaire de forces armées étrangères pour services spéciaux rendus aux forces armées allemandes dans le cadre d’une opération désignée.

## Insignes
La Médaille de déploiement des forces armées allemandes est une médaille circulaire de 35 mm de diamètre au rebord surélevé attribuée en modèle unique en trois couleurs, or, argent ou bronze dépendamment du niveau. De conception uni face, elle porte à son avers l’image en relief d’un aigle allemand entouré d’une couronne de lauriers. Son revers est lisse.
La médaille est suspendue par un anneau à un ruban de soie moirée large de 3 cm. Le ruban est rouge avec deux bandes noires de 3 mm de large en bordure du ruban, deux bandes verticales dorées larges de 2 mm se situent à 5 mm des rebords. Une agrafe de 2 cm de large par 5 mm de haut est fixée au ruban, elle porte l’inscription désignant l’opération militaire pertinente en relief et est de la même couleur que la médaille qu'elle désigne, soit or, argent ou bronze. Une réplique miniature de l’agrafe est aussi portée sur le ruban du placard.
| Médaille en bronze avec agrafe KFOR | Médaille en argent avec agrafe SFOR | Médaille en or avec agrafe EUFOR |
| ----------------------------------- | ----------------------------------- | -------------------------------- |
|                                     |                                     |                                  |

## Récipiendaires illustres (liste partielle)

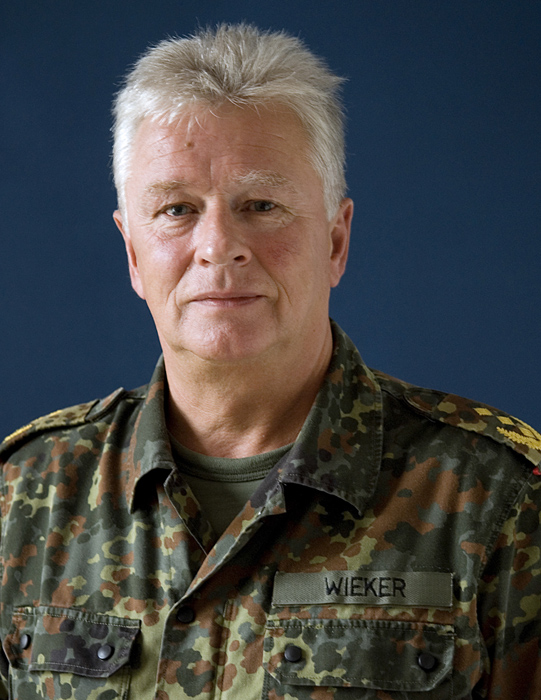
Le général Volker Wieker, récipiendaire de 3 Médaille de déploiement des forces armées allemandes en bronze SFOR, KFOR et ISAF

### Médaille de niveau argent
- Brigadegeneral Hans-Christoph Ammon - ISAF
- General Hans-Lothar Domröse - ISAF

### Médaille de niveau bronze
- Brigadegeneral Hans-Christoph Ammon - KFOR
- Generalleutnant Peter Schelzig - UNPF - IFOR- SFOR - ISAF
- Brigadegeneral Michael Matz - SFOR - KFOR - ISAF
- Oberst Jared Sembritzki - KFOR - ISAF
- Generalmajor Jürgen Setzer - SFOR - KFOR - ISAF
- Brigadegeneral Gerd Kropf - SFOR - KFOR
- Generalstabsarzt Detlev Fröhlich - EUFOR
- Generalmajor Walter Spindler - ISAF
- Admiralarzt Stephan Apel - KFOR
- Generalmajor Carsten Jacobson - SFOR
- Brigadegeneral Ernst-Otto Berk - ISAF
- Generalleutnant Wolf-Dieter Löser - ISAF
- Oberst Klaus Kuhlen - KFOR - KVM
- Brigadegeneral Axel Binder - SFOR - ISAF
- Brigadegeneral Harald Gante - EUFOR
- General Volker Wieker - SFOR - KFOR - ISAF

Le nombre toujours croissant de missions extérieures donnant droit à la Médaille de déploiement des forces armées allemandes est démontré par les différentes agrafes ci-dessous :

Agrafes des opérations extérieures
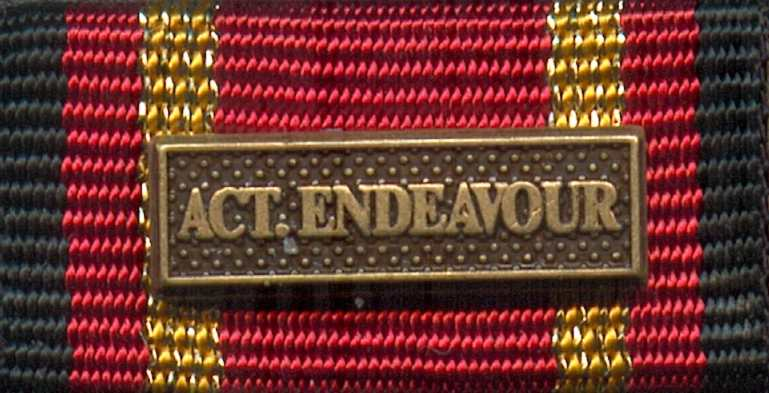
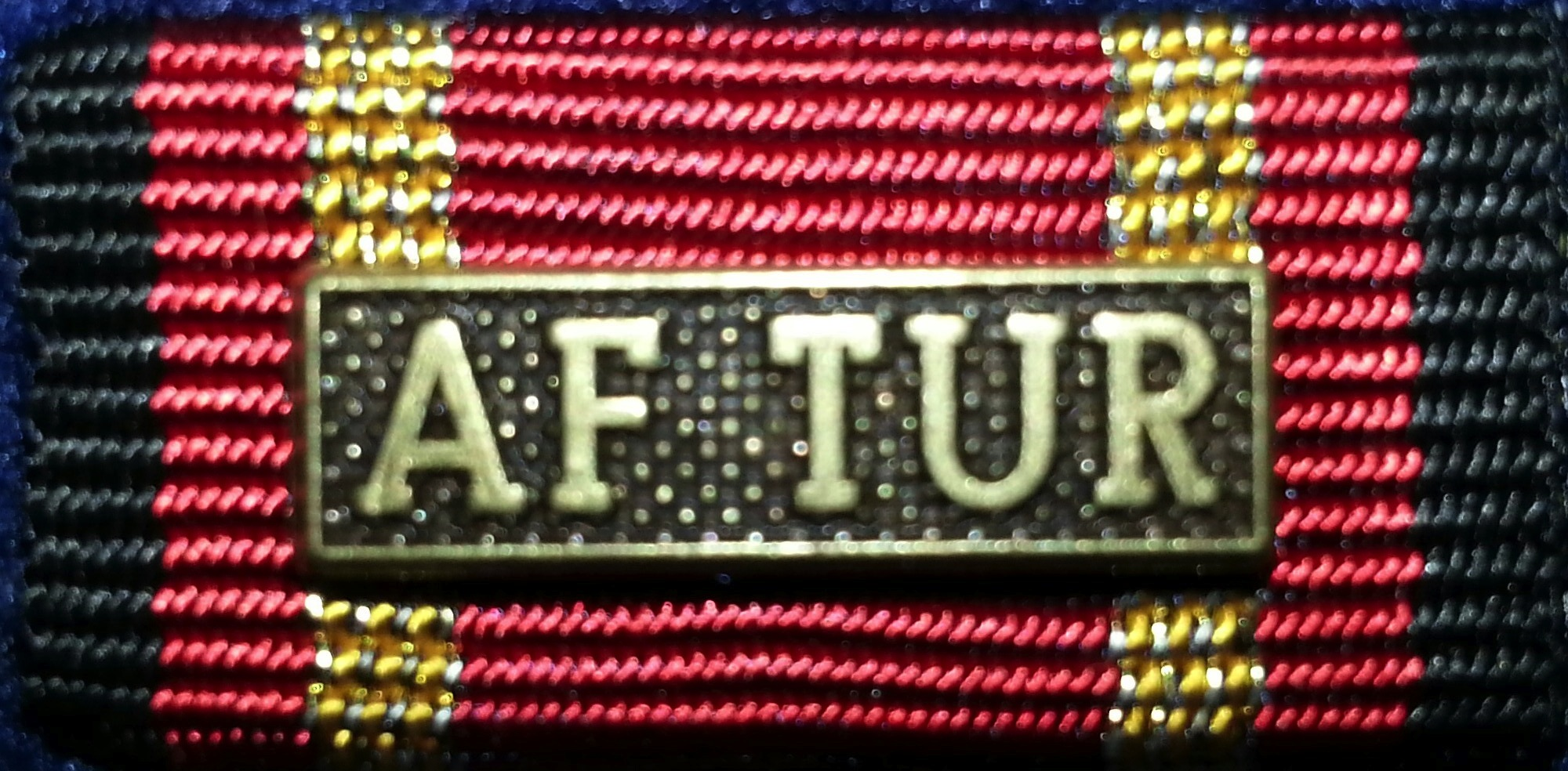
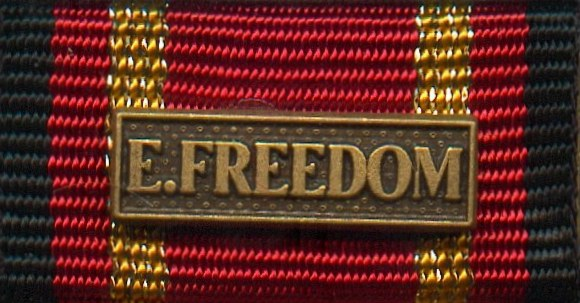
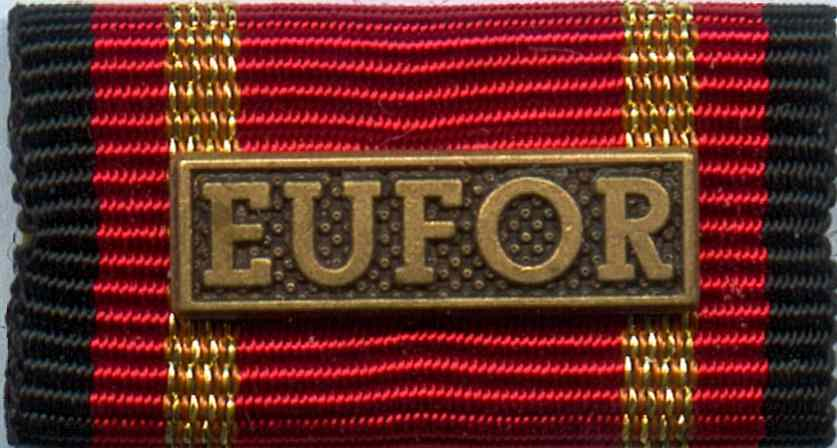
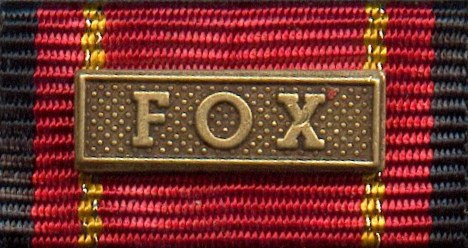
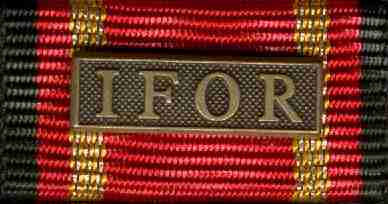
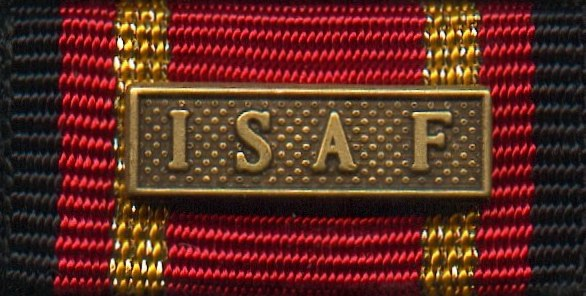
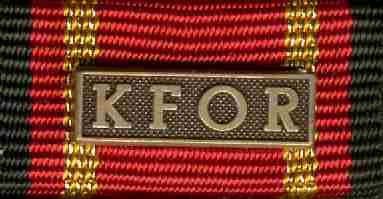
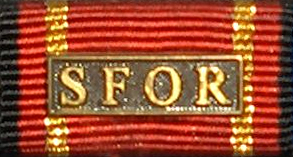
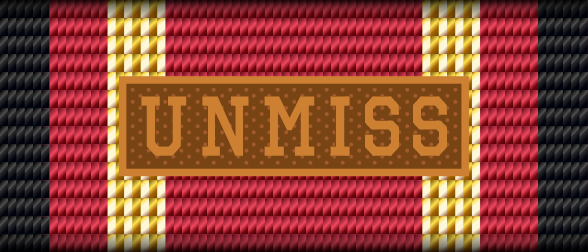

## Sources
Traduction
- (de) Cet article est partiellement ou en totalité issu de l’article de Wikipédia en allemand intitulé « Einsatzmedaille der Bundeswehr » (voir la liste des auteurs).

- (en) Cet article est partiellement ou en totalité issu de l’article de Wikipédia en anglais intitulé « German Armed Forces Deployment Medal » (voir la liste des auteurs).